# آیین دادرسی کار
آیین دادرسی کار مجموعه اصول، موازین، قوانین و مقرراتی است که طرفین دعوا یعنی کارگر و کارفرما در مقام مراجعه به مراجع حل اختلاف کار و مراجع مزبور در مقام رسیدگی مکلف به تبعیت از آن هستند. به استناد ماده 157 قانون کار، رسیدگی به دعاوی کارگری و کارفرمایی در صلاحیت مراجع حل اختلاف کار قرار دارد. به تصریح همین ماده مراجع جل اختلاف کار شامل هیات های تشخیص و هیات های حل اختلاف هستند. هیات های تشخیص مرجع بدوی رسیدگی به شکایات کارگری و کارفرمایی و هیات های حل اختلاف مرجع تجدید نظر دعاوی کارگری و کارفرمایی می باشند. مراجع حل اختلاف کار در ادارات کار شهرستان ها تشکیل می شوند و کارگر و کارفرما برای شکایت از هم دیگر باید به اداره کار شهرستان محل وقوع کارگاه مراجعه نمایند. مراجع حل اختلاف کار برای رسیدگی باید تشریفاتی را رعایت نمایند. به استناد ماده 164 قانون کار، تشریفات رسیدگی به موجب آیین نامه ای که به پیشنهاد شورای عالی کار به تصویب وزیر کار می رسد، تعیین می گردد. آخرین آیین نامه در این زمینه در سال 1391 تحت عنوان آیین نامه آیین دادرسی کار به تصویب رسیده است. این آیین نامه از اول سال 1392 لازم الاجرا گریده و هم اکنون مهم ترین منبع رسیدگی به دعاوی کارگری و کارفرمایی می باشد. اولین و تنهاترین کتاب جامعی که در خصوص آیین دادرسی کار وجود دارد، کتابی با عنوان آیین دادرسی کار تالیف دکتر حسین قبادی می باشد. این کتاب در 29 خرداد سال 1392 توسط انتشارات جنگل در 304 صفحه منتشر گردیده است. چاپ چهارم این کتاب در سال 1398 انجام شده است. دکتر حسین قبادی دانش آموخته دکترای حقوق عمومی دانشگاه تهران می باشد و کتاب آیین دادرسی کار اطلاعات مفصلی را در خصوص تشریفات رسیدگی ارایه می نماید.